# Tobias Pflüger
Tobias Pflüger (ur. 1 lutego 1965 w Stuttgarcie) – niemiecki działacz społeczny, alterglobalista, aktywista organizacji pacyfistycznych, deputowany do Parlamentu Europejskiego (2004–2009), deputowany do Bundestagu.

## Życiorys
Urodził się w rodzinie księdza i katechetki. W 1985 ukończył Gimnazjum im. Ottona Hahna w Nagoldzie, po czym studiował na wydziale nauk politycznych i kulturoznawstwa Uniwersytetu w Tybindze. W latach 80. zaangażował się w ruch pokojowy i antyzbrojeniowy (Friedens- und Anti-Atom-Bewegung). W latach 1989–1993 blisko współpracował z dwoma posłami Partii Zielonych w landtagu Badenii-Wirtembergii w dziedzinie energii jądrowej, konwencjonalnej i tzw. polityki na rzecz pokoju.
W 1996 współtworzył Informationsstelle Militarisierung, instytucję zajmującą się monitorowaniem zbrojeń. Został członkiem zarządu IMI oraz redaktorem gazety internetowej "IMI-List". Od 2000 do 2002 był stypendystą programu doktoranckiego Fundacji im. Róży Luksemburg, wszedł w skład władz tej fundacji. Od 2002 zaangażowany w działalność naukowego komitetu doradczego organizacji ATTAC.
Brał udział i występował z odczytami, prelekcjami i pogadankami podczas Europejskiego Forum Społecznego we Florencji (2002), Paryżu (2003) i Londynie (2004) oraz w Światowym Forum Społecznym w Mumbaju (2004). Był pełnomocnikiem PDS w Badenii-Wirtembergii, Bawarii, Nadrenii-Palatynacie i Kraju Saary.
W 2004 został wybrany w skład PE z listy PDS. W 2008 został członkiem partii Die Linke. W PE należał do grupy Zjednoczonej Lewicy Europejskiej i Nordyckiej Zielonej Lewicy, pracował w Komisji Spraw Zagranicznych oraz Podkomisji Bezpieczeństwa i Obrony. W 2009 nie uzyskał reelekcji (partia umieściła go na 10. miejscu listy państwowej, a uzyskała jedynie 8 mandatów). Pozostał aktywnym działaczem swojego ugrupowania. W 2017 z jego ramienia uzyskał mandat posła do Bundestagu.
Jest członkiem pacyfistycznej organizacji DFG-VK (Deutsche Friedensgesellschaft – Vereinigte Kriegsdienstgegner), BUND-u (Związku na rzecz Środowiska i Ochrony Przyrody), VVN-BdA (Związku Prześladowanych przez Reżim Narodowosocjalistyczny i Związku Antyfaszystów), związku zawodowego ver.di, Instytutu Niemiecko-Amerykańskiego w Tybindze.